# تاکاهیسا ماسودا
تاکاهیسا ماسودا (انگلیسی: Takahisa Masuda؛ زادهٔ ۴ ژوئیهٔ ۱۹۸۶) یک موسیقی‌دان اهل ژاپن است. وی از سال ۲۰۰۲ میلادی تاکنون مشغول فعالیت بوده‌است.